# オキナタケ科
オキナタケ科 (Bolbitiaceae) は担子菌門、真正担子菌綱、ハラタケ目の菌類。
この科は傘の裏の襞に子実層を持っており、胞子は茶色、傘の形は半球型である。

## 各属の違い
オキナタケ属 (Bolbitius) は細く、クヌギタケ属に似ている。傘の表面はゼリー状になっている。覆いはなく、腐生生物であり、草地に生える傾向がある。
コガサタケ属 (Conocybe) は細く、クヌギタケ属に似ている。傘の表面は乾燥している。この属は小さく、腐生生物であり、草地に生える傾向がある。頭状の縁シスチジアをもっている。
フミヅキタケ属 (Agrocybe) は細く、中身の詰まった柄をもち、柄はつばのような物に覆われている。このつばのような物は崩れたものであり傘の縁にのみある。
ツチイチメガサ属 (Pholiotina) は細く、クヌギタケ属に似ている。傘の表面は乾燥している。この属は小さく、腐生生物で、草地に生える傾向がある。また、柄には土筆の袴のようなものがある。幾つかの種は柄の中間に、膜質の袴を持っており、それ以外のものはつばが崩れており、傘の縁に見つかる。これらはコガサタケ属から分けられ、縁シスチジアが頭状ではない。
ヒカゲタケ属 (Panaeolus) は細く、やはりクヌギタケに似ている。傘の表面は乾燥しており、胞子紋は暗褐色から黒色をしており、沈殿する。小さく、腐生生物であり、草地に生える傾向がある。胞子がキノコの襞の胞子嚢で熟成すると、斑点状になる。
ヒメシバフタケ属 (Panaeolina) は細く、やはりクヌギタケに似ている。傘の表面は乾燥しており、胞子紋は暗褐色から黒色で、沈殿する。ヒカゲタケ属から分離して作られた属で、ヒカゲタケ属は胞子にこぶがあるが、ヒメシバフタケ属はこぶがない。